# بتی رولند

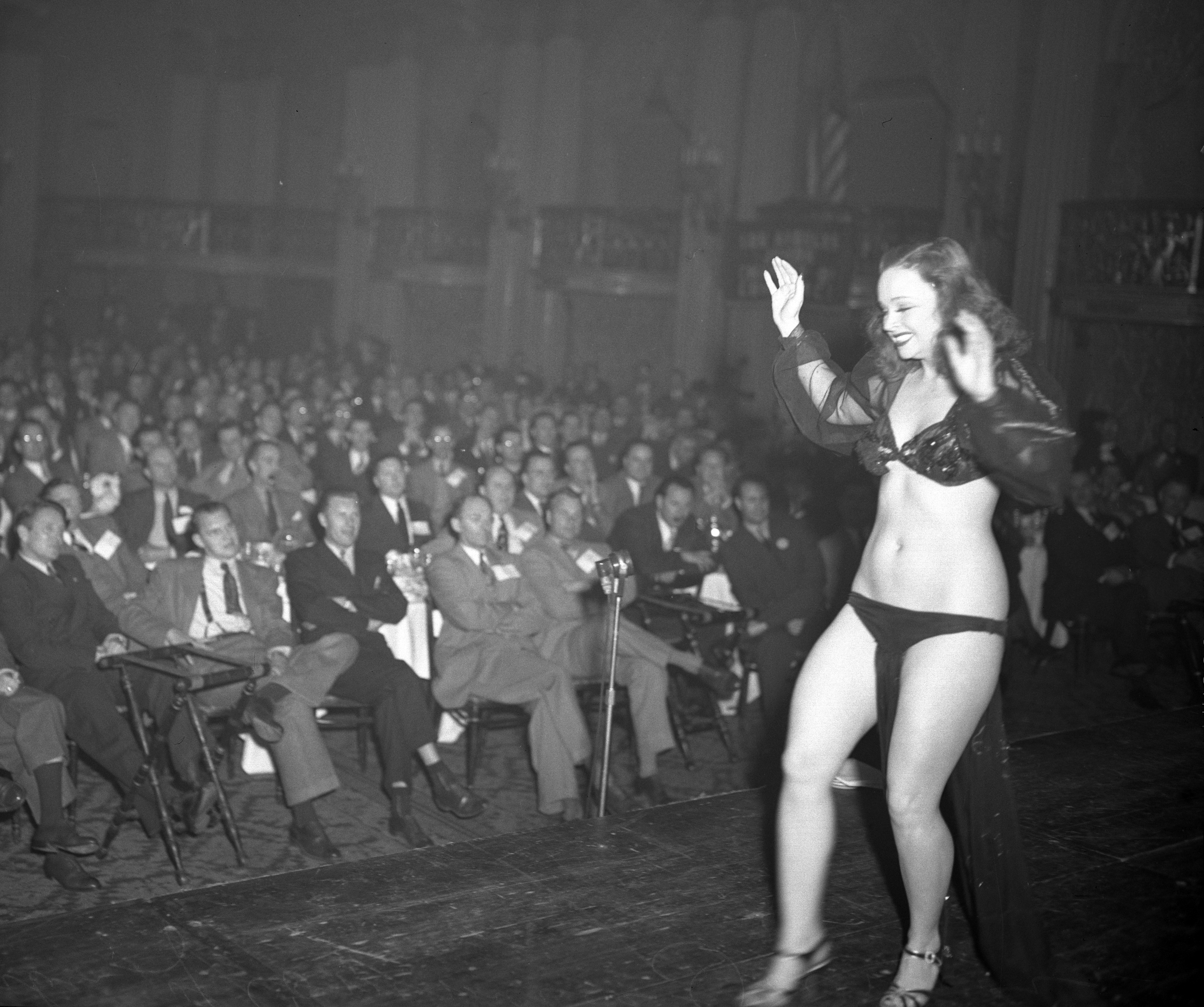
بتی رولند در حال اجرای برنامه، حوالی ۱۹۴۶

بتی رولند (انگلیسی: Betty Rowland؛ ‏ ۲۳ ژانویهٔ ۱۹۱۶ – ۳ آوریل ۲۰۲۲) هنرمند رقص بورلسک و بازیگر اهل ایالات متحده آمریکا بود که فعالیت‌های هنری‌اش هشت دهه ادامه یافت. او آخرین هنرمند زنده دوران «عصر طلایی بورلسک» بود.
پدر او حسابدار بود و کارش را در دوران رکود بزرگ از دست داد. بتی و خواهرانش کارشان را به عنوان هنرمندان رقص وودویل آغاز کرده و بعدها به بورلسک روی آوردند. او کار حرفه‌ای خود را از یکی از کلوپ‌های مشهور نیویورک آغاز کرد و از همان هنگام لقب «گلولهٔ آتش» خود را به‌دست آورد که به‌دلیل موهای قرمزرنگ  و سبک رقص پُرحرارت و سریع خود به دست آورد. او بعدها از تهیه‌کنندهٔ آمریکایی ساموئل گلدوین بابت استفاده از نامِ «گلولهٔ آتش» برای یکی از فیلم‌هایش (با کارگردانی هاوارد هاکس و بازی گری کوپر و باربارا استانویک)  شکایت کرد. بتی رولند در دههٔ ۱۹۶۰ مالک یک بار در سنتا مونیکا، کالیفرنیا بود و با آنکه بعدها در دههٔ ۱۹۹۰ مالکیت آن تغییر یافت، اما خودش تا سن ۹۳ سالگی به عنوان میزبان در آنجا کار کرد.
او مابین سال های ۲۰۰۴ تا ۲۰۱۰ در چندین فیلم مستند و یک فیلم ویدئویی در سال ۲۰۱۴ حضور یافت. از فیلم‌هایی که وی در آن‌ها نقش داشته است، می‌توان به چیزهای زیبا اشاره نمود.
بتی رولند در سن ۱۰۶ سالگی در یک مرکز مراقبتی در کال‌وِر سیتی در ۳ آوریل ۲۰۲۲ درگذشت. مرگ او تقریباً ۳ ماه بعد در ۳۰ ژوئن اعلام شد.